# Алгебраическое уравнение Риккати
Алгебраическое уравнение Риккати — нелинейное матричное уравнение, использующееся при решении некоторых задач теории управления, в частности при построении линейно-квадратичного регулятора и фильтра Кальмана.
Два классических типа алгебраических уравнений Риккати:
- Непрерывное уравнение:

{\displaystyle XDX+XA+A^{*}X-C=0,}
где {\displaystyle X} — искомая матрица, {\displaystyle A,D,C} — известные квадратные комплексные матрицы, {\displaystyle D} и {\displaystyle C} — эрмитовы.
- Дискретное уравнение:

{\displaystyle X=A^{*}XA+Q-\left(C+B^{*}XA\right)^{*}\left(R+B^{*}XB\right)^{-1}\left(C+B^{*}XA\right),}
где {\displaystyle X} — искомая матрица, {\displaystyle A,B,C,Q,R} — известные комплексные матрицы, {\displaystyle B} и {\displaystyle C} могут быть прямоугольными, {\displaystyle Q} и {\displaystyle R} — эрмитовы.
Названия обоих типов обусловлены их применением при исследовании соответственно непрерывных и дискретных динамических систем.
Для решения алгебраического уравнения Риккати применяются итерационные методы, например, метод Ньютона, а также различные матричные разложения, особенно спектральное разложение.